# 宮下 (鹿嶋市)
宮下（みやした）は、茨城県鹿嶋市にある町丁であり、旧鹿島郡宮下村の一部、旧鹿島郡鹿島町宮中の一部、旧鹿島郡鹿島町宮下に相当する。現行行政地名は宮下一丁目から宮下五丁目である。鹿嶋区域に属する。郵便番号は314-0032。

## 世帯数と人口
2017年（平成29年）7月1日現在の世帯数と人口は以下の通りである。
| 丁目       | 世帯数  | 人口  |
| ---------- | ------- | ----- |
| 宮下一丁目 | 71世帯  | 129人 |
| 宮下二丁目 | 170世帯 | 234人 |
| 宮下三丁目 | 33世帯  | 49人  |
| 宮下四丁目 | 96世帯  | 211人 |
| 宮下五丁目 | 92世帯  | 214人 |
| 計         | 462世帯 | 837人 |

## 地理
宮下地区内にJR鹿島神宮駅を中心駅として位置し、当駅に止まる鹿島線が東西を貫く。地区内の周囲の地区として北西に緑ヶ丘、北東に厨、南西に城山、南東に宮中がそれぞれ接し、城山地区の鹿島城山公園や宮中地区の鹿島神宮とも接する。

## 歴史
- 1987年（昭和62年）11月6日 - 宮中の一部で住居表示が実施され、宮中（大字）の一部をもって宮下一丁目・宮下二丁目・宮下三丁目が成立した[5]。

## 交通
- JR東日本鹿島線の鹿島神宮駅が宮下四丁目に存在。
- 鹿嶋コミュニティバスの中央線や循環線、湖岸海岸線が鹿島神宮駅を経由し、大洗鹿島線の鹿島灘駅やチェリオ・ジャスコを行先として走行している。
- 茨城県道18号茨城鹿島線が鹿島神宮駅の下を立体交差しながら宮下地区内を南北に貫いている。また北に宮下地区と北隣の緑ヶ丘地区との境に国道51号が、南に宮下地区と南隣の城山地区との境に茨城県道192号鹿島神宮線がそれぞれ通っている。なお、茨城県道18号が北の厨交差点で国道51号と、南の鹿島高校北交差点で茨城県道192号(同交差点で終点)とそれぞれ接している。

## 施設
- 河川国道事務所
- 水戸地方法務局鹿嶋支局
- 鹿島学園高等学校通信制
- 鹿嶋市立宮下保育園
- 大槻歯科医院
- ビジネスホテル鈴章
- 鹿嶋市観光案内所
- 山本葬祭鹿嶋ホール
- ダイナム鹿嶋店
- めん玉
- ミュージックショップボブ楽器店